# Verdwijning van Ria Daanen
De verdwijning van Ria Daanen betreft een tot op heden onopgeloste vermissingszaak uit 1971. De destijds 26-jarige Ria Daanen verdween in de nacht van 11 december 1971 plotseling uit haar echtelijke woning in Koudekerk aan den Rijn. Ze keerde hierna nooit meer terug en is voor zover bekend ook door niemand meer gezien.

## Geschiedenis
Ria Daanen was getrouwd met Jan Visseren. Het echtpaar kreeg drie dochters. Op het moment van Ria's verdwijning was hun tweeling 4 jaar oud en was er een baby van 1 jaar. Het echtpaar had geen gelukkig huwelijk. Ze hadden vaak ruzie en – volgens de ouders van Ria Daanen – was zij ook slachtoffer van huiselijk geweld.
In het protestantse Koudekerk aan den Rijn waren ze daarnaast nog sociaal geïsoleerd, omdat ze zelf katholiek waren.

## Verdwijning
Op 10 december 1971 vertrok Jan met de kinderen naar een verjaardag van zijn familie. Ria ging niet mee, omdat het niet boterde tussen haar en de schoonfamilie. Toen Jan met de kinderen thuiskwam kreeg het echtpaar ruzie. Jan verklaarde later dat hij die avond rond 10 uur naar bed ging. ’s Nachts om half twee werd hij wakker door het gehuil van de baby. Hij zou toen uit bed gestapt en Ria hebben zien lezen in de woonkamer. Zij wilde nog niet naar bed.
Om drie uur ’s nachts werd Jan naar hij later verklaarde opnieuw wakker. Ria bleek toen te zijn verdwenen; ze had kleding, haar paspoort en een bedrag van 150 gulden meegenomen. Een uur later lichtte Visseren zijn broer in, en diezelfde ochtend ook de politie.
Snel na de verdwijning zette Jan Visseren de echtscheiding in gang en verbrandde alle spullen van Ria, inclusief foto's. Visseren toonde zich onverschillig ten opzichte van de verdwijning. Tegenover De Telegraaf verklaarde hij later:
"Alleen uit menselijke nieuwsgierigheid interesseert het mij waar zij uithangt."
Toen Jan in 2007 op sterven lag, vroeg zijn dochter of hij alsnog iets meer kon vertellen over de verdwijning van Ria. Zijn antwoord:
'Ik kan en wil het je niet vertellen.'

## Onderzoek en verdere nasleep
Gepensioneerd rechercheur Piet Noorlander ging in 2016 met deze cold case opnieuw aan de slag. Hij sprak met diverse familieleden, waaronder de broer van Jan Visseren, over wie het gerucht ging dat hij iets met de verdwijning te maken had. Noorlander sloot zijn betrokkenheid na een lang gesprek uit.
Journalist Freek Schravesande schreef in december 2017 voor de NRC een uitgebreid nieuw verslag over de zaak, in elf hoofdstukken. Hieruit bleek onder meer dat Jan al met kerst 1971, dus slechts twee weken na Ria's verdwijning, tegenover zijn broer Louis zou hebben opgebiecht dat hij Ria inderdaad om het leven had gebracht; hij zou op dat moment echter sterk onder invloed van valium zijn geweest en men weigerde hem op dat moment te geloven. Anderzijds zou Jan nog in 2006 tegenover zijn andere broer Leo de moord weer hebben ontkend. Jan, die niet lang voor Ria's verdwijning was verhuisd vanuit Moerdijk, was een van de oprichters van de plaatselijke asfaltfabriek in zijn nieuwe woonplaats. Er is wel als mogelijk scenario voor wat zich kan hebben afgespeeld geopperd dat hij Ria's lichaam op zijn werkplek heeft laten verdwijnen.
In 2018 werd een verouderingsfoto gemaakt van het gezicht van Ria. Eveneens dat jaar werd de zaak opgenomen in de databank van Interpol.
De hernieuwde aandacht voor de zaak heeft niet tot een oplossing geleid, maar zorgde er wel voor dat de familie nog twaalf jeugdfoto's van Ria in handen kreeg.